# Данилов Володимир Валеріанович
Данилов Володимир Валеріанович (Валер'янович) (1 серпня 1881 — 24 квітня 1970) — російський та український літературознавець і фольклорист, шевченкознавець.

## Життєпис
Народився 1 серпня 1881 року в місті Духовщина (нині Смоленської області). У 1905 р. закінчив Ніжинський історико-філологічний інститут. Був учнем академіка М. Н. Сперанського, професорів М. І. Соколова, В. І. Рєзанова. Працював у навчальних закладах Катеринослава, Одеси і Петербурга, за радянського часу — у вузах і наукових закладах Ленінграда, зокрема науковим співробітником Центрального державного історичного архіву, протягом 1948–1956 рр. — старшим науковим співробітником Інституту російської літератури (Пушкінському домі), у 20-х рр. працював у Товаристві дослідників української історії і мови в Ленінграді.
Помер 24 квітня 1970 р. у м. Ленінграді.

## Наукова діяльність
Низка праць Данилова присвячена вивченню української усної народної творчості: «Пісні села Андрєєвки Нєжинського уєзду» (1904), «Найдавніше малоруське голосіння» (1904), «Взаємовпливи українських погребальних причітань та побутових пісень» (1905), «Відгомін билин про змієборство Добрині Никитича в українському фольклорі» (1905) та ін.
Викликає зацікавлення праця Данилова «Киевская старина» за цензурними документами" (1925).
Вагомим є внесок Данилова у дослідження життя та творчості Т. Шевченка («„Лілея“ Шевченка і „Lilie“ Ербена» (1907), «До цензурної історії творів Т. Г. Шевченка» (1922), «Соціальні основи поезії Шевченка» (1934), «Т. Г. Шевченко на Аральському морі» (1939), "Т. Г. Шевченко і «Морской сборник» (1939), «Не вмре Кобзар» (1941).
У працях Данилова порушено проблему взаємовідносин української та російської літератури («Українські ремінісценції в „Мертвих душах“ Гоголя» (1940)). Данилов також розробляв проблеми розвитку давньоруської літератури («Слово о полку Ігоревім» (1950).

## Вибрані роботи
- Данилов В. Памяти Г. А. Залюбовского // Летопись Екатеринославской учёной архивной комиссии. — 1909. — № 5.
- .Данилов В. В. Література як предмет викладання (Середня та нижча школи. Учительські інститути); пер. з рос. — Ніжин: НДУ ім. М.Гоголя, 2017. — 107 с